# Снежана Милосављевић Милић
Снежана Милосављевић Милић (Алексинац, 8. јун 1966) је српски књижевни теоретичар, антологичар и професор Универзитета у Нишу.

## Биографија
Дипломирала је 1990. на Филолошком факултету у Београду, на коме је и магистрирала 1995. са темом „Оквирни облици у српском реалистичком роману“, под менторством проф. др Душана Иванића. Под менторством истог професора одбранила докторску дисертацију „Модели коментара у српском роману XIX века“ 2003. на Филозофском факултету у Нишу. Од 1991. до 1998. радила је као професор српског језика и књижевности у ОШ „Доситеј Обрадовић“ и у Гимназији у Смедереву. Од фебруара 1998. ради на Филозофском факултету у Нишу, најпре као асистент на предмету Теорија књижевности, а од 2003. као доцент на предметима: Теорија књижевности, Тумачење књижевног дела, Методологија науке о књижевности. Од 2010. је у звању ванредног професора. Изводи наставу на сва три нивоа студија – основним, мастер и докторским студијама. Од 2013. изводи наставу на докторским студијама Србистике на Филолошко-уметничком факултету у Крагујевцу.
Била је члан Савета Филозофског факултета у Нишу, шеф Катедре за српску и компаративну књижевност, члан жирија међународне манифестације „Смедеревска песничка јесен“. Од 2010. је продекан за наставу Филозофског факултета у Нишу. Члан је међународне асоцијације наратолога - European Narratology Network, члан је уредништва годишњака за науку о књижевности „Philologia Mediana“ и Друштва Матице српске. Коаутор је (са проф. др Гораном Максимовићем) семинара за стручно усавршавање наставника српског језика „Савремени приступи у настави српског језика и књижевности“, акредитованог при Заводу за образовање и стручно усавршавање наставника. Учесник је на научним пројектима које реализује Министарство просвете науке и технолошког развоја: „Техника и семантика приповедања у српској књижевности“ (од 1995), „Лексикон српског реализма“ (од 2000), „Поетика српског реализма“ (од 2010).
Ужа област њеног научног интересовања су: наратологија, теорија и поетика прозе и књижевна реторика.

## Књиге студија
- Оквирни облици у српском реалистичком роману, Чигоја, Београд, 2001,  168997127
- Модели коментара у српском роману 19. века, Просвета, Ниш. 2006.  978-86-7455-679-5.  130955020
- Прича и тумачење, Филип Вишњић, Београд. 2008.  978-86-7363-604-7..  153866508
- Фигуре читања, Службени гласник, Београд. 2013.  978-86-519-1724-3..  199182604
- Отпори и прекорачења – поетика приповедања Боре Станковића, Ниш. 2013.  978-86-7379-293-4..  201397260

## Антологије
- Нишки есејисти и критичари, антологија, Просвета, Ниш. 2005.  978-86-7455-672-6.  126226700

## Научни радови изван књига
- Паралелни наративи у Чеховљевим кратким причама, МЕЖДУНАРОДНА НАУЧНА КОНФЕРЕНЦИЯ, „ЕВРОПА ЧЕТЕ ЧЕХОВ“, Велико Търново, (7-9 октомври 2010), ДОКЛАДИ И СЪОБЩЕНИЯ, Велико Търново, 2012. pp. 124-135.
- Виртуелни наратив као знак модернизације српске прозе на почетку 20 века, зборник радова „Иво Андрић у српској и европској књижевности“, Научни састанак слависта у вукове дане, МСЦ.
- Име у књижевнотеоријском дискурсу, зборник радова «Име у култури Срба и Бугара», Ниш. 2011.  978-96-7379-242-2 неважећи . стр. 181–189.
- Простори приватности у роману српске модерне, Филологија и универзитет, тематски зборник радова, Наука и савремени универзитет 1, Ниш, Филозофски факултет. 2012.  978-86-7379-263-7. стр. 280–295.
- Историјско време и наративни темпо у роману српске модерне , Софија. ВРЕМЕ И ИСТОРИЯ В СЛАВЯНСКИТЕ ЕЗИЦИ, ЛИТЕРАТУРИ И КУЛТУРИ. Сборник с доклади от Единадесетите национални славистични четения 19–21. април 2012, Том IІ - ЛИТЕРАТУРОЗНАНИЕ. ФОЛКЛОР, СЪСТАВИТЕЛИ Ани Бурова, Диана Иванова, Елена Христова, Славея Димитрова, Цветанка Аврамова © 2012, Университетско издателство „Св. Климент Охридски“.  978-954-07-3458-3. стр. 359–365,.
- Од импресије до методе – читање поезије у критици Бранка Лазаревића, зборник радова „Развојни токови српске поезије“, Научни састанак слависта у вукове дане, МСЦ, 42/2, Београд, 2013. pp. 453-465. ISSN 0351-9066
- Хронотоп града у роману српске модерне, Време и пространство в културата на Българи и Сърби, Време и простор у култури Бугара и Срба, Велико Търново. 2013.  978-954-579-975-4. стр. 291–308.
- Виртуелни наратив - парадигма немогућих прича, зборник радова са VII међународног научног скупа «Српски језик, књижевност, уметност», одржаног у Крагујевцу, 26-27.10. 2012, књига II, Немогуће: Завет човека и књижевности, Крагујевац. 2013.  978-86-85991-53-0. стр. 87–101.
- Наративни алтеритети и дестабилизација реалистичке мимезе у српској модернистичкој прози, Наука и традиција, зборник радова, том 1, Универзитет у Источном Сарајеву, Филозофски факултет, Пале. 2013.  978-99938-47-51-9. стр. 359–371.
- Виртуелна прича као изазов наратолошком проучавању темпоралности, зборник радова „Наука и савремени универзитет 2, Ниш. 2013.  978-86-7379-298-9. стр. 11–20.
- Више од љубави, „Прича, часопис за причу и приче о причама“ – Српска прича XX века“, Београд, март, 2013, год. VII, бр. 22. pp. 43-49. . ISSN 1820-5909
- Фигура антитезе у путописима Љубомира П. Ненадовића, „Нова читања Љубомира П. Ненадовића“, зборник, ур. Душан Иванић, Ваљево.
- Border(less) Narrative - Liminal Space of Narratology- „Emerging Vectors of Narratology: Toward Consolidation or Diversification?“, The 3rd Conference of the European Narratology Network , Centre de recherches sur les arts et le language), Paris, March 29 and 30, 2013. pp. 95.
- Трансфикционални идентитети њижевних ликова, научни скуп „Наука и глобализација“, Универзитет у Источном Сарајеву, Филозофски факултет, Књига резимеа, Пале. 2013.  978-99938-47-49-6. стр. 11–112.
- Редефинисање наратива у посткласичној наратологији, „Наука и савремени универзитет“, научни скуп са међународним учешћем, Књига сажетака, Универзитет у Нишу, Филозофски факултет. pp. 64-65, Ниш, 15-16. новембар 2013.

## Награде
- Бранкова награда Матице српске за дипломски рад „Проза Владе Урошевића – структура и значења“, 1991.